# Hoya elmeri
Hoya elmeri är en oleanderväxtart som beskrevs av Elmer Drew Merrill. Hoya elmeri ingår i släktet Hoya och familjen oleanderväxter. Inga underarter finns listade i Catalogue of Life.